# История транспорта (скульптурные композиции)

История транспорта:
Воздушный шар

«История транспорта» — группа из трёх монументальных декоративно-скульптурных композиций в городе Тольятти.
Композиции были спроектированы в 1975 году, при создании Генерального плана застройки Автозаводского района Тольятти. Фигуры установлены в 1977—1979 годах на улице Революционной.

История транспорта: Паровоз

История транспорта: Пароход

Композиции представляют собой стилизованные фигуры транспортных машин начала XX века: колёсный пароход, паровоз, воздушный шар.
«Воздушный шар» напоминает фантастический летательный аппарат, сочетающий в себе шар, паруса, гондолу с аэронавтами. Композиция высотой до 10 м кажется стремящейся вверх, удерживаемой якорем и верёвочными растяжками. Лёгкая, ажурная конструкция крепится на тяжёлом фундаменте в форме призмы.
«Первый пароход» состоит из узнаваемых деталей водного транспорта: корпус, мачта, реи, паруса, якоря, флаг, и т. д. Пароход с чертами паровой машины (привод колёс-лопастей, трубы с дымом) также обладает элементами парусника. На символической палубе находится романтическая пара: мужчина в цилиндре и женщина с зонтиком.
«Первый пароход» также существенно отличается от реальных проектов, содержит много декоративных, чисто художественных деталей.
По оценкам специалистов, композиции прекрасно спроектированы и в антивандальном плане.
Выполнены из чёрного металла (ковка, литьё, сварка) на массивных железобетонных постаментах и известняковых плитах. Размеры скульптур
- воздушный шар — 10 × 6 × 6 м;
- первый паровоз — 10 × 6 × 2,5 м;
- пароход — 10 × 6 × 3 м.

Авторами являются Андрей Васнецов, народный художник СССР, лауреат Государственных премий, и архитектор ЦНИИЭП жилища Е. Иохелес.
В 2011 году из-за бездеятельности сотрудников мэрии Тольятти земельный участок, на котором находятся скульптуры, оказался в частной собственности. В материалах судебного дела сказано, что мэрия Тольятти не сумела доказать, что скульптуры из серии «История транспорта» являются объектом культурного наследия. Скульптуры оказались под угрозой сноса. В ответ, мэр Тольятти Анатолий Пушков заявил:

Фигуры сносить мы не собираемся. Есть решение суда о том, что этот земельный участок принадлежит одной компании, но это ещё ничего не значит. В любом случае мы сделаем все возможное, чтобы эти фигуры были сохранены и создавали своеобразный видеоряд о нашем городе. Возможно, скульптурные композиции будут перенесены в другое место— В Тольятти не будут сносить исторические фигуры. tltnews.ru. Дата обращения: 13 июля 2011. Архивировано 27 февраля 2012 года.
В 2014 году в связи с продажей участка дискуссия о месте, на которое будут перенесены скульптуры, продолжилась. Так, среди возможных площадок назывались сквер семейного отдыха 19 квартала, территория перед краеведческим музеем, парк Победы др.
Осенью 2014 года в московском Музее архитектуры им. Щусева в рамках посвященной Тольятти выставки была представлена копия памятника пароходу из серии «История транспорта» в уменьшенном масштабе.
По состоянию на 2019 год земельный участок оставался незастроен и скульптуры все ещё находились на прежнем месте, однако их дальнейшая судьба оставалась неопределённой. 